# Kateřina Svatoňová
Kateřina Svatoňová (* 1978 Praha) je česká filmová vědkyně, odbornice na dějiny umění a vysokoškolská učitelka.

## Život
Narodila se v roce 1978 v Praze. V roce 2005 absolvovala studium oboru český jazyk a literatura na Filozofické fakultě Univerzity Karlovy (FF UK) a získala magisterský titul. Na téže fakultě navíc získala o rok později i druhý magisterský titul v oboru filmová věda. V roce 2007 získala v oboru filmová věda na FF UK i titul doktorky filozofie a v roce 2010 získala na FF UK po absolvování doktorského studia také titul Ph.D. V roce 2017 se habilitovala v oboru teorie a dějiny výtvarných umění, přičemž v letech 2018 až 2019 působila na Bauhaus Universität ve Výmaru v Německu. V roce 2025 byla jmenována profesorkou v oboru Teorie a dějiny moderního a současného umění.
V rámci své odborné činnosti se zabývá tématem dějin filmových teorií, archeologií médií, proměny prostoru a času ve vizuální kultuře, vztahu filmu, vizuální kultury a dalších médií nebo dějinami české kinematografie. V rámci své kariéry se stala členkou oborové rady FAMU, mediálních a žurnalistických studií na Fakultě sociálních studií Masarykovy univerzity v Brně, vědecké rady FF UK a Národního filmového archivu. Dále se stala expertkou Státního fondu kinematografie, předsedkyní České společnosti pro filmová studia, členkou rady Centra genderových studií nebo členkou redakční rady časopisu Iluminace. V letech 2014 až 2015 působila jako členka studijní komise FF UK a v letech 2015 až 2016 byla členkou komise FF UK pro vědu, v letech 2016 až 2020 byla předsedkyní komise FF UK pro vnější vztahy.
V roce 2017 jí byla udělena Cena F. X. Šaldy a v roce 2019 cena za druhé místo v soutěži Nejkrásnější české knihy roku v kategorii knih o výtvarném umění. V minulosti sama působila jako členka grémia pro udělování Ceny F. X. Šaldy. Ve svém volném čase se věnuje houbaření a turistice, je členkou České mykologické společnosti a Klubu českých turistů.